# Trachea leucochlora
Trachea leucochlora är en fjärilsart som beskrevs av Charles Boursin 1970. Trachea leucochlora ingår i släktet Trachea och familjen nattflyn. Inga underarter finns listade i Catalogue of Life.